# Texas A&M University–Commerce

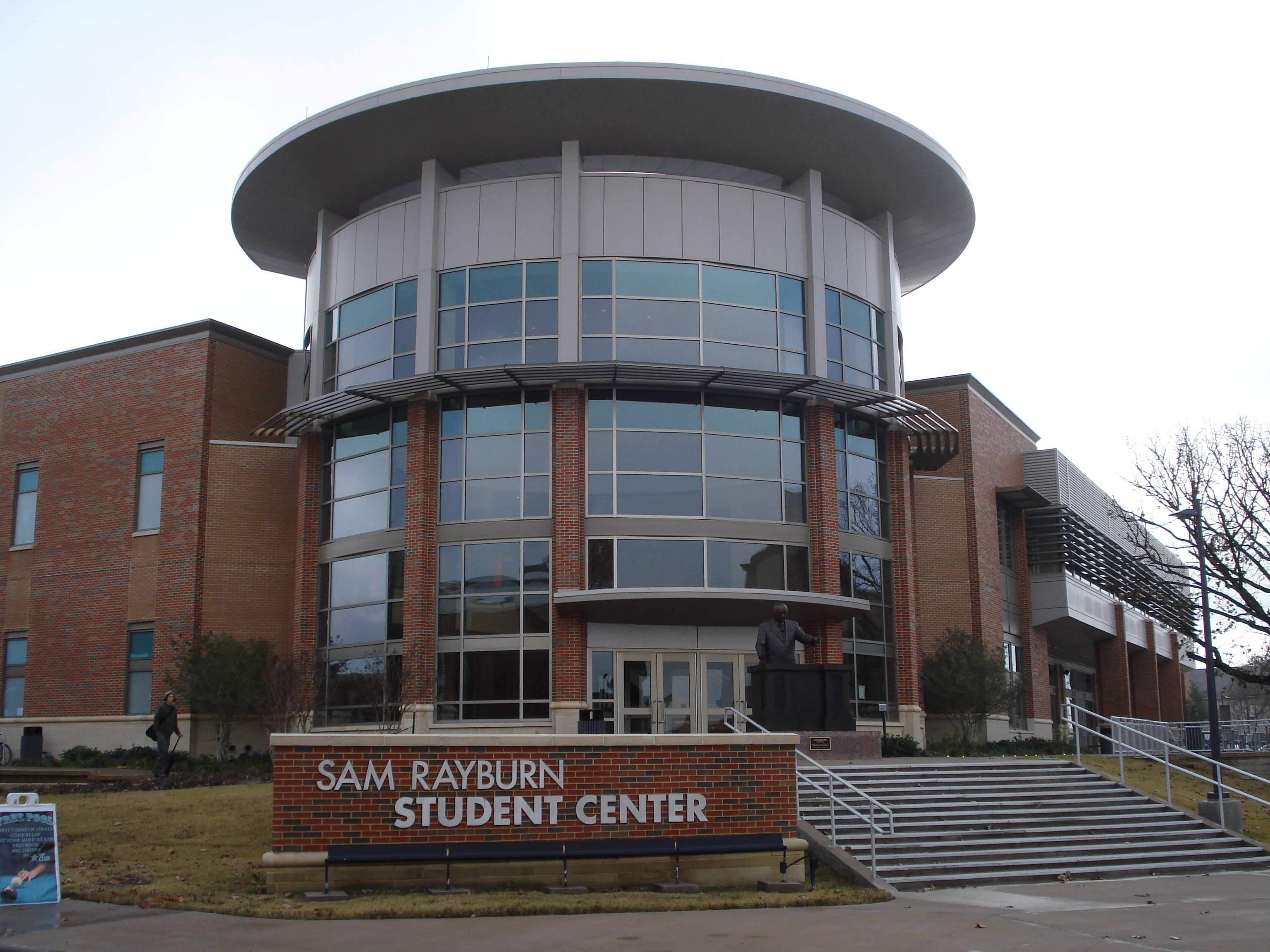
Sam Rayburn Student Center an der East Texas A&M

Die East Texas A&M University (Texas A&M University-Commerce von 1996 bis 2024) ist eine staatliche Universität in Commerce im Nordosten des US-Bundesstaates Texas. Mit 8.677 Studenten (2005) ist sie der zweitgrößte Standort des Texas A&M University System. Neben ihrem Hauptcampus in Commerce, unterhält sie Standorte in Dallas und in Mesquite.

## Geschichte
Die Universität wurde 1889 als East Texas Normal College in Cooper gegründet. Nachdem das Gebäude durch ein Feuer 1894 zerstört worden war, wurde die Hochschule an ihren heutigen Standort verlegt. 1917 wurde die Hochschule verstaatlicht und in East Texas State Normal College umbenannt. 1962 erlangt sie das Recht die Doktorwürde zu erteilen und wird in East Texas State University umbenannt. Mit der Abspaltung des Texarkana-Campus 1996, der nächste Name lautete Texas A&M University–Commerce.
Am 7. November 2024 genehmigte der Verwaltungsrat des Texas A&M University System mit sofortiger Wirkung eine Namensänderung in East Texas A&M University.

## Sport
Die Sportteams der East Texas A&M werden die Lions genannt. Sie ist Mitglied in der Southland Conference.

## Persönlichkeiten
- John Carlos – Leichtathlet und Olympiateilnehmer
- Colleen Hoover – Schriftstellerin
- Harvey Martin – US-amerikanischer American-Football-Spieler
- Samuel Taliaferro Rayburn – Sprecher des Repräsentantenhauses 1949–1953
- DeUndrae Spraggins – US-amerikanischer Basketball-Spieler
- Wade Wilson – American-Football-Spieler